# Józef Sasin
Józef Sasin (ur. 19 stycznia 1934 w Wygodzie, zm. 5 czerwca 2021) – polski generał brygady, wysoki funkcjonariusz Służby Bezpieczeństwa Ministerstwa Spraw Wewnętrznych, dyrektor Departamentu Ochrony Gospodarki Ministerstwa Spraw Wewnętrznych 1989–1990, dyrektor Departamentu V MSW w 1981, naczelnik Wydziału VII Departamentu III MSW 1976–1979, funkcjonariusz Departamentu III od 1970, funkcjonariusz WUBP w Szczecinie 1954–1956.

## Życiorys
Syn Henryka i Marii. Od 1953 był pracownikiem MBP, zajmował się ochroną kontrwywiadowczą przemysłu. W latach 1973–1974 był uczestnikiem kursu specjalnego w Wyższej Szkole KGB w Moskwie. Był zastępcą naczelnika Wydziału VI Departamentu III MSW (Służba Bezpieczeństwa) do grudnia 1981 i naczelnikiem Wydziału VII Departamentu III MSW (nadzór nad strukturami Solidarności w zakładach pracy) do 1983.
Po wprowadzeniu stanu wojennego 23 grudnia 1981 zastępca Ministra Spraw Wewnętrznych Bogusław Stachura wydał decyzję „w sprawie powołania grupy operacyjnej w celu koordynacji zadań w zakresie realizacji działań operacyjnych w stosunku do związków zawodowych Solidarność”. Kierownikiem tej grupy został Józef Sasin.
W latach 1989–1990 był dyrektorem Departamentu Ochrony Gospodarki MSW.
Po upadku PRL zajął się biznesem. Pod nieobecność Edwarda Mazura reprezentował jego interesy w Polsce.
Był jedną z ostatnich osób, które widziały nadinsp. Marka Papałę żywego (Papała odwiedził jego mieszkanie, aby spotkać się z Edwardem Mazurem).
W 2019 r. został uznany przez sąd winnym represjonowania opozycjonistów poprzez ich bezprawne powołanie do wojska w listopadzie 1982, stanowiące zbrodnię przeciwko ludzkości oraz zbrodnię komunistyczną i prawomocnie skazany na karę dwóch lat pozbawienia wolności.
Zmarł 5 czerwca 2021, został pochowany na Cmentarzu Komunalnym Północnym w Warszawie.